# Plaça d'Espanya (Alcoi)
La plaça d'Espanya d'Alcoi (l'Alcoià), País Valencià és un dels espais públics més cèntrics i emblemàtics de la ciutat.
L'ajuntament d'Alcoi va encarregar l'arquitecte valencià Santiago Calatrava la remodelació de la plaça, en la qual va dissenyar una sala subterrània multiusos, la Llotja de Sant Jordi, que es va inaugurar al maig de 1995.
En aquesta plaça es troben alguns dels monuments més destacats de la ciutat, com l'Ajuntament d'Alcoi, la Llotja de Sant Jordi obra de l'arquitecte Santiago Calatrava, l'Església de Santa Maria o el Teatre Calderón. També s'accedeix des d'ella a l'emblemàtica plaça de Dins.
A la plaça, antigament denominada plaça de la Constitució, es trobaven dos monuments hui dia desapareguts, el Convent de Sant Agustí, d'estil gòtic valencià, que va ser derrocat durant la guerra civil espanyola i el quiosc modernista d'Alcoi, una edificació pública d'estil modernista valencià, obra de l'arquitecte alcoià Joaquín Aracil Aznar, també desaparegut.
A la plaça tenen lloc alguns dels actes més importants de la festa de Moros i Cristians d'Alcoi o de la Cavalcada de Reyes Mags d'Alcoi.
La majoria d'edificis i monuments que la conformen són d'estil clàssic o academicista i confereixen, per tant, un aspecte clàssic a la mateixa.
El perímetre de la plaça és un rectangle irregular, més estreta en un dels seus extrems. La plaça és lleugerament més baixa i estreta en la part de l'Església de Santa Maria i més alta i ampla en la part que dona a l'ajuntament d'Alcoi, per això, es troba lleugerament inclinada.